# Усадище (Починковский район)
Усадище — деревня в Починковском районе Смоленской области России. Входит в состав Ивановского сельского поселения. Население — 2 жителя (2007 год). 
Расположена в центральной части области в 16 км к северо-западу от Починка, в 6 км западнее автодороги А141 Орёл — Витебск, на берегу реки Железница. В 13 км северо-восточнее деревни расположена железнодорожная станция Пересна на линии Смоленск — Рославль. 

## История
В годы Великой Отечественной войны деревня была оккупирована гитлеровскими войсками в июле 1941 года, освобождена в сентябре 1943 года.